# Toppel (Havelberg)
Toppel ist ein Ortsteil der Hansestadt Havelberg im Landkreis Stendal in Sachsen-Anhalt.

## Geografie
Der Ort liegt drei Kilometer nordnordwestlich von Havelberg. Die Nachbarorte sind Dahlen im Norden, Waldgehöft im Nordosten, Julianenhof im Osten, Chausseehaus im Südosten, Havelberg im Süden, Räbel im Südwesten sowie Werben (Elbe) im Nordwesten. Der Ort liegt auf der Flur 1 in der westlichen Hälfte der gleichnamigen Gemarkung Toppel, welche die Gemarkungsnummer 150262 führt.

## Vorgeschichte
Zwischen Toppel und Havelberg sind in der Literatur jungbronzezeitliche Gräberfelder  vermerkt, bei denen es sich um einen größeren Komplex, der an verschiedenen Stellen angegraben wurde, aber auch um mehrere getrennte Gräberfelder handeln könnte. Anfang des 20. Jahrhunderts wurde südlich von Toppel beim Bau der Bahnstrecke Havelberg-Glöwen eine Bodenwelle durchstochen. Die Arbeiten zerstörten eine unbekannte Zahl von Urnen. Beim Bau der Havelberger Kläranlage wurden erneut Gräber angeschnitten. Über ihre Lage ist nichts überliefert. Immerhin wurden etliche unzerstörte Urnen geborgen und mit Inhalt dokumentiert. Der erste Bericht mit genaueren Angaben stammt von Alfred Götze, der 1912 einige gut erhaltene Fundstücke vorstellte. Neben den Urnen fanden sich weitere Tongegenstände und Messerbruchstücke, zwei Pinzetten, Ringe und eine Spiralplattenfiebel, alle aus Bronze. Die Funde sind Teil der Sammlung des archäologischen Landesmuseums in Halle.